# Finnbay
Finnbay — англоязычный веб-сайт, действующий с 2013 года в Хельсинки и представляющий материалы по политике, экономике, культуре, развлечениях, стиле жизни, моде, знакомствах и персоналиях Финляндии. 
Онлайн контент является платным, за исключением одной статьи каждые пять дней.

## История
В качестве представителя сайта назван сервис WhoIs Trustee, который предоставляет возможность скрыть информацию об администраторах сайтов. Также Finnbay не указывает имени ответственного редактора, хотя в соответствии с законодательством Финляндии в сетевых изданиях эту информацию необходимо указывать. Директором сайта является гражданин Турции Онур Ялчинтас (тур. Onur Yalcintas). По сообщению Finnbay, у сетевого издания в общей сложности 15 000 заказчиков в Финляндии, а также в Санкт-Петербурге и Москве.
Скандал вокруг Finnbay разразился после того, как в след на утверждение сайта о том, что Финляндия намерена продолжить сотрудничество с Россией, независимо от намерений ЕС и США, посол Финляндии в России Ханну Химанен сделал запись в Твиттере, назвав ресурс «лже-сайтом», материалы которого содержат искаженную информацию об отношениях Финляндии и России.
Директор Александровкого института Маркку Кивинен назвал действия руководства сайта пропагандой, а МИД Финляндии удалило ссылку на сайт со своей страницы.
Внутреннее расследование, проведённое телерадиокомпанией Yle по подозрению, что сайт финансируется Россией, не дали однозначных результатов. Русскоязычная газета «Новости Хельсинки» сотрудничает с порталом Finnbay, но генеральный директор газеты Ирина Табакова отрицает обвинения в адрес Finnbay и утверждает, что сайт не финансируется Россией.
Министр обороны Финляндии Карл Хаглунд считает, что интернет-портал не занимается целенаправленным распространением российской пропаганды, но до конца в этом не уверен. Министерство обороны Финляндии следит за деятельностью сайта, но на данном этапе считает, что ресурс не представляет угрозы для безопасности Финляндии.
В мае 2014 года Finnbay распространил информацию по которой правительством Финляндии ежегодно тратятся миллиарды евро на поддержку медиа-ресурсов, представляющих ситуацию в стране с завышенно-искажёнными данными (среди них — Yle, Visit Finland, Visit Helsinki и Good News from Finland).